# Harmony Point
Harmony Point är en udde i Antarktis. Den ligger på Nelson Island i Sydshetlandsöarna. Argentina, Chile och Storbritannien gör anspråk på området.
Terrängen inåt land är platt åt sydost, men åt nordost är den kuperad. Havet är nära Harmony Point åt sydväst.  Trakten är glest befolkad. Närmaste befolkade plats är Escudero Station, 18,4 kilometer nordost om Harmony Point.